# Archidendropsis oblonga
Archidendropsis oblonga là một loài thực vật có hoa trong họ Đậu. Loài này được (Hemsl.) I.C. Nielsen miêu tả khoa học đầu tiên năm 1983.